# Agostino John Sinadino
Agostino John Sinadino (Il Cairo, 1876 – Milano, 1956) è stato un poeta italiano.
Dall'esistenza nomade e girovaga, scrisse in francese e in italiano. Fu amico di André Gide, Paul Valéry, Konstantinos Kavafis, Filippo Tommaso Marinetti.
Tra le sue opere più singolari, lo straordinario "poema" La Festa, pubblicato nel 1901 in 100 esemplari, i quaderni del Dio dell'attimo (1910-1924), e la raccolta Poësies, integralmente in francese (1929).
Saggi di riferimento:
Ernesto Citro, Agostino John Sinadino e la poetica del simbolismo, Ravenna, Pleiadi, 1986; 
Margherita Orsino-Alcacer, Agostino John Sinadino, Manuscrits inédits (1947-1953), Tolosa, PUM, 2006; Paul-André Claudel, Le poète sans visage: sur les traces du poète A.J. Sinadino, Parigi, PUPS, 2008.